# TSV Aichach
Der TSV Aichach (Turn- und Sportverein Aichach 1868 e.V.) ist ein bayerischer Sportverein aus dem schwäbischen Aichach im Landkreis Aichach-Friedberg.

## Geschichte
Der 1868 gegründete TSV Aichach bietet neben Handball auch die Sportarten Fußball, Basketball, Volleyball, Badminton, Judo, Turnen, Ringen, Boxen und Tischtennis an.

## Handball
Die Handballabteilung des TSV Aichach konnte 2001/02 mit der Teilnahme am DHB-Pokal und der 1979 erreichten „Bayerischen Vizemeisterschaft“, die Bayernliga war damals als dritthöchste Spielklasse im deutschen Ligensystem eingestuft, ihre größten Erfolge feiern.
Die Handballer des TSV nehmen aktuell mit zwei Herrenmannschaften, zwei Damenteams und 8 Nachwuchsmannschaften am Spielbetrieb des Bayerischen Handballverbandes (BHV) teil. Das erste Damenteam und die erste Herrenmannschaft spielen aktuell in der Bezirksoberliga (Schwaben).

### Erfolge
| Männer - DHB-Pokal Hauptrundenteilnehmer 2001/02 - Bayerischer Vizemeister (3. Liga) 1979 - Bayerischer Pokalsieger 2001 - Aufstieg in die Bayernliga (3. Liga) 1978 - Aufstieg in die Bayernliga (4. Liga) 1997, 2004, 2006 - Meister Südbayerische Verbandsliga (4. Liga) 1978 - Bayerischer Vizemeister (4. Liga) 1982 - Vizemeister Südbayerische Verbandsliga (4. Liga) 1977 - Aufstieg in die Oberliga 2025 - Bezirksmeister Schwaben (Bayern) 2025 Frauen - Aufstieg in die Südbayerische Landesliga 2017, 2020, 2023 - Bezirksmeister Schwaben (Bayern) 2017, 2020, 2023 |

### Spielstätten
Der TSV Aichach trägt seine Heimspiele in den Sporthallen des Deutschherren-Gymnasiums und der Grundschule Aichach-Nord aus.